# Kimba, a fehér oroszlán
A Kimba, a fehér oroszlán (ジャングル大帝; Dzsanguru taitei; Hepburn: Janguru taitei, ’A dzsungel császára’) Tezuka Oszamu története egy Kimba (az eredeti japán változatban Leo) nevű fehér oroszlán kalandjairól. Az eredeti, jobbára komoly, sötét hangulatú manga 1950 és 1954 között jelent meg folytatásokban, és végigköveti Kimba (Leo) teljes életét. A NBC felkérésére Tezuka készített egy könnyed hangulatú, családbarát anime-sorozatot Kimba kölyökkoráról, melyet legelőször 1965–1966 között sugároztak, és számos országban – így Magyarországon is – népszerű volt. Ezeken kívül további, kevésbé ismert sorozatok és egész estés filmek is készültek.

## Cselekmény
A cselekmény alapjának az eredeti sónen manga tekinthető; a későbbi sorozatok és filmek legtöbbje ennek részeit dolgozza fel. A történet Afrikában játszódik a 20. század közepén. A fehér ember mindinkább kiszorítja a vadállatokat eredeti életterükről, és ez konfliktusokhoz vezet. Kimba (Leo), a dzsungel ura, feladatának tekinti, hogy megvédje a vadállatokat, de ugyanakkor az embereket is tiszteli, és az általuk képviselt műveltséget, civilizációt az állatok körében is el akarja terjeszteni.

### A dzsungel császára (manga, 1950–1954)
Panját, a dzsungel urát egy Ham Egg nevű vadász lelövi, várandós nőstényét pedig egy Európába tartó hajóra rakják, hogy eladják egy cirkusznak. Leo a hajón születik meg, majd a vízbe ugorva elszabadul, több napig hányódik a tengeren, végül Portugáliában partot ér. Itt emberek karolják fel, akikkel együtt több európai országot és várost bejár. Egy állatkertet látva honvágya lesz, ugyanakkor rádöbben, hogy az emberek többsége mennyire kegyetlenül bánik az állatokkal. Egy olyan világról álmodik, ahol emberek és állatok békében élnek.
A manga egyik központi eleme a holdfénykövek legendája, melyekkel állítólag befolyásolni lehet a kontinensvándorlást, és fegyverként is felhasználható. Az első ilyen követ Ham Egg kapta a bennszülöttektől, és hazatérve Európába megtudja, hogy mennyire fontos a tudomány számára. Expedíciót szervez Afrikába, hogy több ilyen követ kutasson fel. Leo ember-barátai is részt vesznek expedícióban, így maga Leo is velük tart, és végül eljut a dzsungelbe, apja otthonába.
A dzsungelben különválik az expedíciótól, apjához hasonlóan a vadállatok vezére és védelmezője lesz, számos kalandba keveredik, ellenséges állatokkal és törzsekkel harcol. Megpróbálja népszerűsíteni az állatok körében a civilizáció vívmányait, hogy ezzel könnyebbé tegye az életüket, és ne kelljen egymást megegyék (ez utóbbit indokolatlan barbárságnak tartja). Megismeri a fehér oroszlánok legendáját, ugyanakkor megtudja, hogy apját Ham Egg ölte meg. Felnő, kölykei lesznek, és a manga egy része Lune (Leo fia) kalandjait követi.
Egy idő után járvány tör ki a vadállatok között. Az emberek meggyógyítják őket; cserében Leo elkíséri az expedíciót egy hegycsúcsra, ahol a holdfénykövek forrása található. A visszaúton egy kivételével mindegyik ember meghal, és Leo is feláldozza magát.
A mangát 1950 októberétől 1954 áprilisáig közölte folytatásokban a Manga Shōnen. Az Astro Boy mellett Tezuka leghíresebb alkotása. Magyarul nem jelent meg.

### Kimba, a fehér oroszlán (anime, 1965–1966)
1961-ben Tezuka otthagyta a Toei Animationt, megalapította Mushi Production stúdióját, és a Fuji Television támogatásával elkészítette igen sikeres Astro Boy fekete-fehér animesorozatát, hasonló című mangája adaptációjaként. Az Astro Boyt az amerikai NBC is átvette, és további sorozatok iránt is érdeklődtek, így Tezuka A dzsungel császára cselekményét javasolta. A NBC azt kívánta, hogy a sorozat családbarát legyen, halálesetek, erőszak, cliffhangerek nélkül, a főszereplő pedig végig kölyök maradjon. A korabeli körülmények fényében Tezukának nem volt sok választása, így a követelményeknek megfelelő könnyed, gyerekes sorozatot alkotott, mely a kölyök Leo dzsungelbeli kalandjaira összpontosít, kihagyva többek között az európai kitérő nagy részét, vagy a holdfénykövek legendáját.
52 epizódból állt; Japánban 1965. október 6. és 1966. szeptember 28. között sugározták, Amerikában pedig 1966-tól kezdődően, Kimba the White Lion címmel. Az amerikai változat megváltoztatta az epizódok sorrendjét, és az angol nyelvű szinkron még az eredetinél is jobban lebutította a cselekményt, több helyen megmásítva azt. A következő évtizedekben bemutatták Ausztráliában, Spanyolországban, Olaszországban, Németországban, Franciaországban, és az Egyesült Királyságban. Az eredeti változatban Leo, de a legtöbb szinkronban Kimba az oroszlán neve. A NBC licencjoga 1978-ban lejárt, 1993-ban pedig egy új angol szinkron készült, mely hűebb az eredeti japán sorozathoz, mint az 1966-os angol változat, és az epizódok sorrendje is azonos az eredetivel.
Magyarországon a sorozatot legelőször a Duna Televízió vetítette, 1995 márciusától, Kimba, a fehér oroszlán címmel. Ugyanebben az évben a Szív TV is sugározta, majd az elkövetkező években az RTL Klub és a Minimax. Mindegyik magyar változat az 1993-as vágáson alapul. Ez az egyetlen Kimba-anyag, mely valaha is megjelent magyarul.

### Leo, az oroszlán (anime, 1966–1967)
A 26 epizódos sorozat az előző folytatása, a főszereplő felnőttkorát és kölykeinek kalandjait mutatja be. Nincs sok köze sem az előző animesorozathoz, sem az eredeti mangához. Tezuka Oszamu saját ötletei alapján, a NBC bevonása nélkül készítette; ennek az lett a hátulütője, hogy a NBC nem vásárolta meg a sorozatot annak komor volta miatt. Így a költségek nem térültek meg, és ez volt az egyik oka a Mushi Production későbbi csődjének.
Japánban legelőször 1966. október 5. és 1967. március 29. között sugározták, Amerikában pedig 1984-ben. Az akkor fennálló jogi viták miatt az amerikaiak nem használhatták a Kimba nevet, így az oroszlán neve a szinkronban is Leo volt.

### Kimba újabb kalandjai (anime, 1989–1990)
Tezuka 1968-ban elhagyta a Mushi Productiont és új stúdiót alapított, Tezuka Productions néven. Az 1980-as évek végén egy új Leo-sorozatot írt, azonban 1989 februárjában bekövetkezett halála miatt csak az első pár részen tudott dolgozni. Az 52 részes animét Japánban 1989. október 12. és 1990. október 11. között vetítették.
A sorozat ismét kölyökként mutatja be Leót (Kimbát), azonban nagyon komor hangulatú, tele erőszakkal és értelmetlen halállal, pozitív végkicsengés nélkül.

### Egyéb média
- 1965–1967 között Tezuka egy második, kisgyerekeknek szánt mangasorozatot is írt, Leo az oroszlánkölyök címmel.[10]
- Az 1965-ös anime sikerén felbuzdulva 1966 júliusában Tezuka készített egy egész estés filmet, melyet jórészt a sorozat összevágott jeleneteiből állított össze.[11]
- 1967-ben Tomita Iszao egy 50 perces szimfonikus költeményt komponált az általa készített zenei aláfestésekből. 1991-ben egy OVA készült a kompozícióhoz, mely nagy vonalakban az 1965-ös anime első epizódjának cselekményét mutatja be.[12]
- 1997-ben egy egész estés film készült Leo, a dzsungel császára címmel, mely a manga utolsó fejezetein alapul (Leo kölykeinek kalandjai, Leo halála).[4]
- 2009-ben egy egész estés film készült A dzsungel császára – Bátraké a jövő címmel Tezuka születésének 80. évfordulójára. A film a távoli jövőbe helyezi a manga szereplőit és motívumait, mikor a valódi növények már elpusztultak, és az állatok egy mesterséges dzsungelben élnek.[13]

## Szereplők
A listában a magyar szinkronban használt nevek szerepelnek, zárójelben az eredeti japán név.
- Kimba (レオ, Reo), fehér oroszlán, a manga és az anime főszereplője
- Panja (パンジャ, Pandzsa), Kimba apja, egy legendás oroszlán-törzs leszármazottja,[1] a dzsungel ura; a történet elején elpusztul
- Eliza (エライザ, Eraiza), Kimba anyja, a történet elején elpusztul
- Daniel (ブラッザー, Burazza), egy öreg mandrill, Panja egykori barátja, Kimba mentora
- Paulie (ココ, Koko), papagáj, Kimba barátja
- Bucky (トミー, Tomi), Grant-gazella, Kimba barátja
- Bongo (ボンゴ, Bongo), leopárdkölyök, Kimba barátja
- Jonathan (ケン一, Kenicsi), a dzsungelben lakó fiatal férfi, Kimba barátja
- Kitty (ライヤ, Raija), nőstényoroszlán, később Kimba párja
- Lune (ルネ, Rune), Kimba és Kitty fia
- Lukio (ルッキオ, Rukio), Kimba és Kitty lánya
- Babu (ブブ, Bubu), oroszlán, Panja egykori riválisa, a sorozat egyik fő antagonistája

## Viták

### Szerzői jogok
A Mushi Production 1973-as csődje után évtizedekig húzódtak a szerzői jogi viták, ezért a licenceket sem lehetett megújítani, és nyugaton nem terjeszthették a sorozatot. Ennek ellenére Szuzuki Fumio, az egyik pereskedő, az 1990-es évek elején kinevezte magát a jogok birtokosának, és eladta azokat egy kanadai stúdiónak; így született meg az 1993-as angol változat. A per végül 1997-ben zárult le; a szerzői jogokat az 1977-ben újjáalakult Mushi Productionnak ítélték.

### Sztereotípiák
Bár Tezukát nem lehetett rasszistának nevezni, a mangában az afrikai bennszülöttek sztereotipikus, rasszista karikatúrák. Az 1950-es években az ilyen ábrázolás még mindennapos volt, és megfigyelhető például a Tintin kalandjaiban is. A Tintinnel ellentétben azonban A dzsungel császárát sosem dolgozták át a politikai korrektség jegyében.
Míg a mangában a bennszülöttek nagy szerepet töltenek be, az animében csak elvétve jelennek meg; itt az embereket általában európai vadászok, felderítők képviselik.

### HasonlóságokAz oroszlánkirállyal
Az 1965-ös Kimba, a fehér oroszlán sorozat feltűnő hasonlóságokat mutat Disney 1994-es Az oroszlánkirály filmjével, így többen feltételezték, hogy az amerikaiak Tezuka művéből ihletődtek. A Disney stúdió azonban tagadta ezt.
A hasonlóságok között megemlíthető:
- a főszereplő egy árván maradt oroszlánkölyök, a dzsungel „trónörököse”
- …néhány közeli, időnként mentor szerepet betöltő barátja van, közöttük egy madár és egy mandrill
- …már kölyökkorában megismerkedik egy vele egykorú nőstényoroszlánnal, aki később a párja lesz
- …meg kell küzdjön apja egykori ellenségével, egy hataloméhes, sebhelyes oroszlánnal, akit foltos hiénák segítenek
- több hasonló, ikonikus jelenet van mindkét filmben, például az oroszlán a sziklán, az apa képmása az égben, a csorda vonulása

## Jelentősége
Az 1965-ös sorozatot gyakran a modern anime kialakulásának fontos állomásaként írják le. Ez volt a legelső színes animesorozat; hatására a többi japán stúdió is színes animációkat kezdett gyártani az addigi fekete-fehér munkák helyett.